# Mostépha Ben Boulaid Airport
Mostépha Ben Boulaid Airport är en flygplats i Algeriet.   Den ligger i provinsen Batna, i den norra delen av landet, 300 km öster om huvudstaden Alger. Mostépha Ben Boulaid Airport ligger 822 meter över havet.
Terrängen runt Mostépha Ben Boulaid Airport är huvudsakligen platt, men söderut är den kuperad. Runt Mostépha Ben Boulaid Airport är det ganska tätbefolkat, med 93 invånare per kvadratkilometer. Omgivningarna runt Mostépha Ben Boulaid Airport är i huvudsak ett öppet busklandskap.